# St. Antonius Eremit (Koblenz)

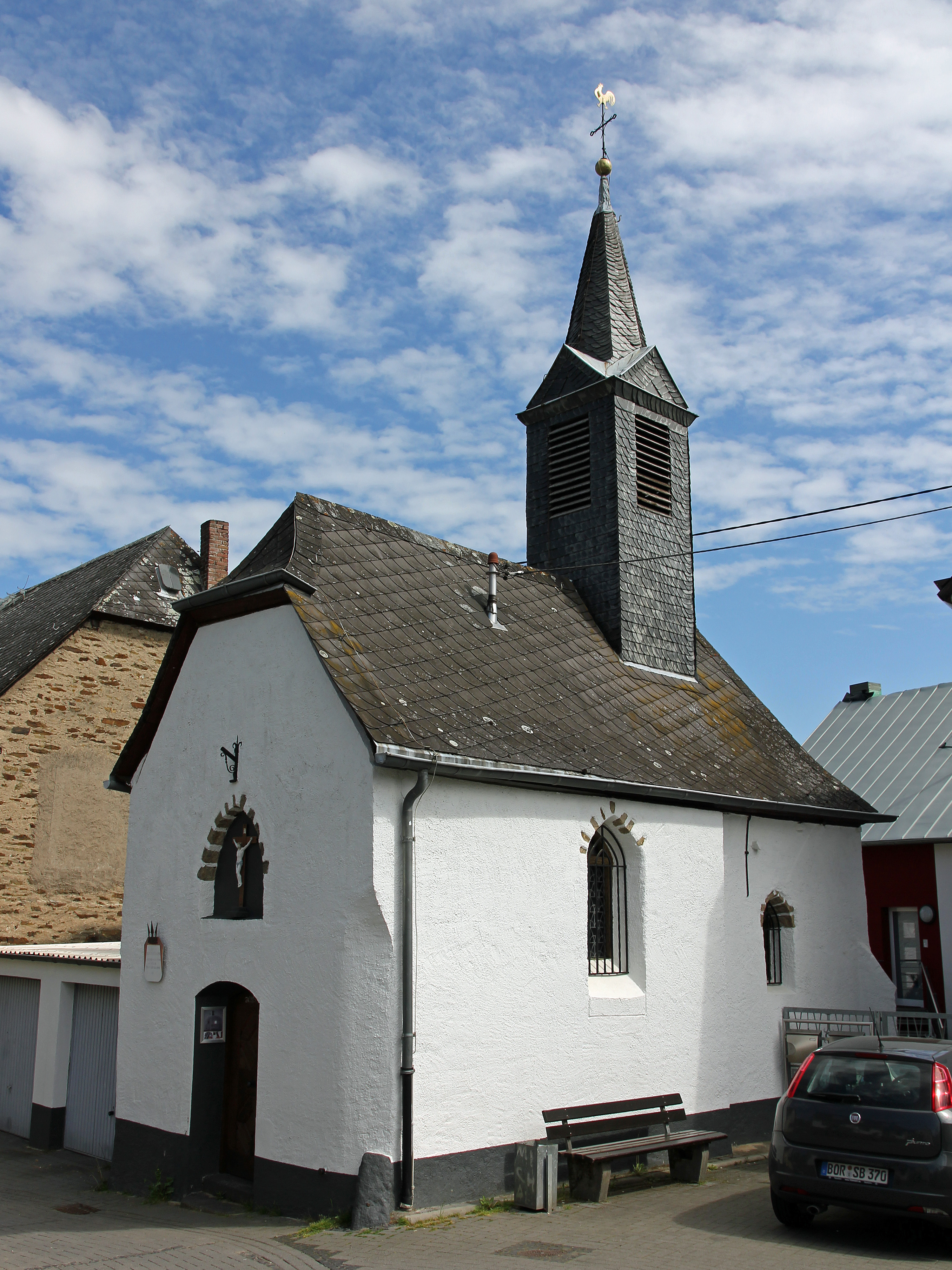
Die Kapelle St. Antonius Eremit in Bisholder

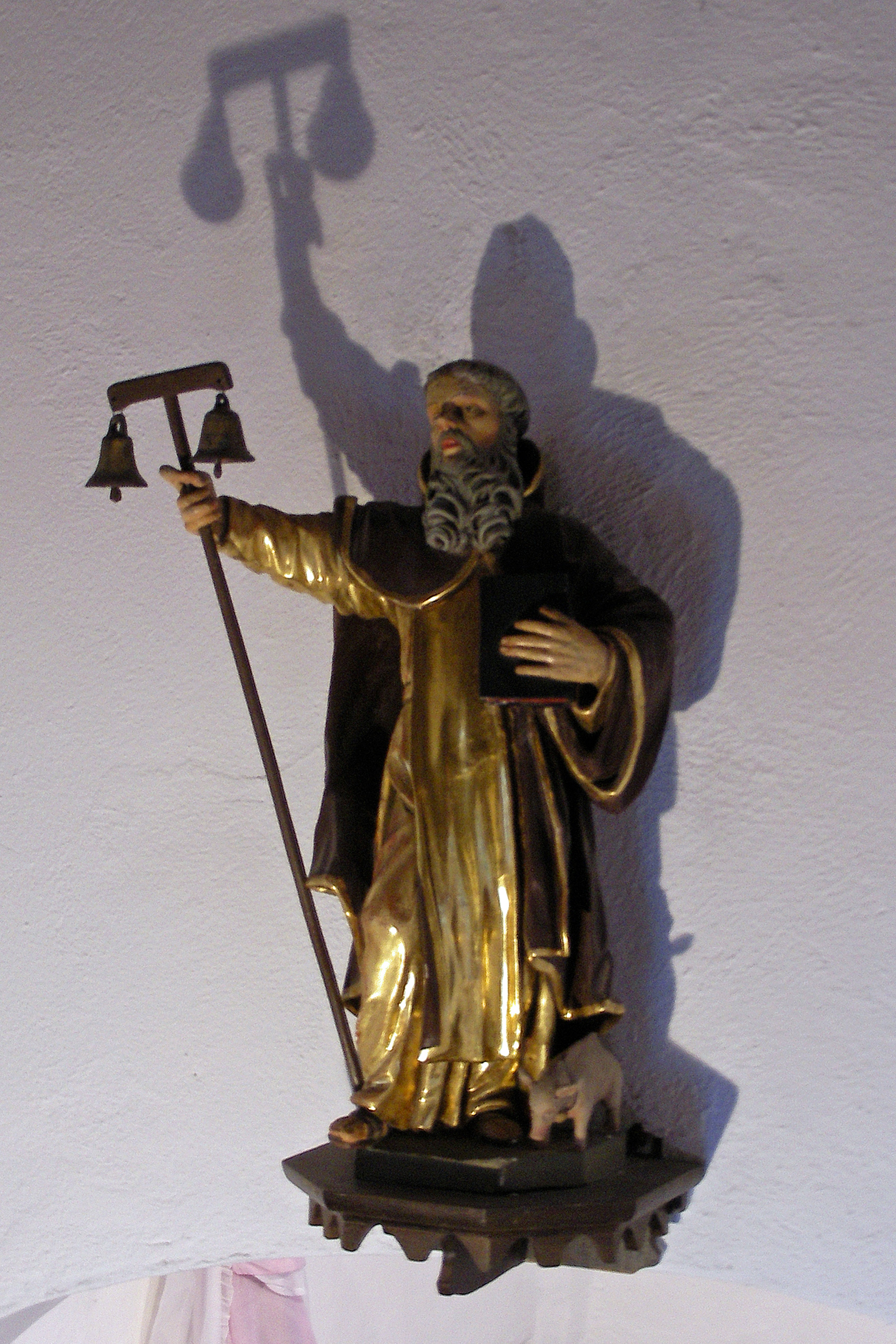
Figur des heiligen Antonius in der Kapelle

St. Antonius Eremit ist eine katholische Kapelle in Koblenz. Die Kapelle in Bisholder, einem Ortsteil des Koblenzer Stadtteils Güls, ist eine Filiale der Pfarrkirche St. Servatius und wurde wohl 1764 erbaut. Sie trägt das Patrozinium des heiligen Antonius des Großen.

## Geschichte
Eine Kapelle in Bisholder wurde 1546 erstmals als Filiale von St. Martinus in Lay erwähnt. Hier verblieb sie bis 1797 und wurde dann 1806 Filiale von St. Servatius in Güls. Im Dreißigjährigen Krieg wurde das Dach beschädigt und anschließend wieder repariert. Der heutige Bau wurde wohl 1764 errichtet oder renoviert.

## Bau
Die Antoniuskapelle ist ein nach Osten ausgerichteter Bau auf rechteckigem Grundriss. Auf dem Dach befindet sich ein Glockendachreiter. Über dem Eingang ist es als Krüppelwalm ausgeführt, an der Chorseite ist es abgewalmt. Alle Fenster sind spitzbogig, das Fenster an der Ostwand des Chores hat ein Maßwerkabschluss in Dreipassform aus Holz.
Im Inneren ist das Schiff flach gedeckt, der Chor ist kreuzgratgewölbt. Über dem Eingang ist eine kleine Empore mit einem Geländer aus Brettbalustern angebracht. Im Chor steht ein steinerner Altar. Über dem Chorbogen befindet sich eine Figur des heiligen Antonius, mit einem Schwein zu Füßen, einem Buch in der Linken und einem T-förmigen Antoniuskreuz mit zwei Bettlerglocken in der Rechten.

## Denkmalschutz
Die Kapelle St. Antonius Eremit ist ein geschütztes Kulturdenkmal nach dem Denkmalschutzgesetz (DSchG) und in der Denkmalliste des Landes Rheinland-Pfalz eingetragen. Sie liegt in Koblenz-Güls (neben) In Bisholder 19.